# Praga 3
Praga 3, anteriormente conocido como Distrito Municipal Praga 3 (en checo: Městská část Praha 3), es un distrito municipal y administrativo en Praga, República Checa. El distrito incluye la mayor parte de la superficie catastral de Žižkov y partes de Vinohrady, Vysočany y Strašnice. El área del distrito se ha mantenido intacta desde su creación en 1960.
Al igual que muchos barrios de la ciudad, Praga 3 es socioeconómicamente diversa. La parte occidental de Žižkov es conocida por su alta concentración de prostíbulos, clubes de estriptis y bares baratos. Sin embargo, hay otra parte con agradables apartamentos y un nuevo centro comercial con tiendas caras.
Dos de los lugares más visibles de Praga están en Praga 3: el Monumento Nacional, con su estatua ecuestre gigante de Jan Žižka, y la Torre de televisión de Žižkov de 216 metros de altura, la estructura más alta de Praga. El enorme cementerio de Olšany ocupa gran parte del distrito. Un cementerio judío cercano, una de los dos lugares de este tipo que existen en el distrito, contiene la tumba del escritor checo-alemán Franz Kafka.